# Riu Bagh
Bagh és un riu de l'Índia, al districte de Gondia a Maharashtra i al districte de Balaghat a Madhya Pradesh, dels quals forma el límit natural. Neix a les muntanyes properes a Chichgarh i corre al nord formant el límit sud-oest del districte de Balaghat; rep el Son (Soane) i el Deo, i desaigua al riu Wainganga a Satona.